# شوشو عز الدين
عائشة عز الدين (1922 -2 فبراير 2022) ممثلة وراقصة مصرية لقبت بشوشو. وهي أخت الرقاصة ببا عز الدين وأخت الرقاصة عديلة عز الدين. والزوجة السابقة لمحمد عبد المطلب.

## حياتها
ولدت في القاهرة عام 1922 من أصول لبنانية، وهي راقصة من أهم راقصات جيلها من الفنانات نهاية الأربعينات من القرن العشرين، دخلت بوابة الشهرة من خلال السنما بأداء بعض الأدوار الثانوية، كان لها شقيقتان كانتا تعملان في مجال الفن وهما الراقصة ببا عز الدين وعديلة عز الدين.
تزوجت مرتين الأولى من الممثل جمال إسماعيل ولم تدم الزيجة كثيراً وانفصلا بعدها، ثم تزوجت من المطرب الشعبي محمد عبد المطلب وأثمرت تلك الزيجة عن ولدين توأم وهما (نور وبهاء).
قتلت شقيقتها ببا عز الدين من خلال حادث مدبر من القصر الملكي يوم 5 فبراير عام 1952، حيث انقلبت سيارتها أثناء عودتها من إحدى الحفلات بالإسكندرية ولقيت مصرعها على الفور، وكان المقصود أحد رجال حزب الوفد المعارض للملك وهو السياسي الشاب الدكتور عزيز فهمي، والذي كانت سيارته تشبه تمامًا سيارة ببا ومن ماركتها نفسها ولونها، فكان أن وقع الخطأ وتوفيت هي بدلًا منه والذي قتل بنفس الطريقة من قبل مجهولين أثناء رحلته إلى محافظة بني سويف.

## سيرته
بدأت أولى خطواتها التمثيلية من خلال فلم البوسطجي عام 1948 مع محمود شكوشو ورياض القصبجي وسراج منير وهاجر حمدي وعبد العزيز محمود وسعاد مكاوي ومحمود المليجي، ومن إخراج كامل التلمساني، ثم قدمت شخصية ميمي عزت في فلم كل بيت له راجل مع أمينة رزق وفاتن حمامة ولطفي الحكيم وإخراج أحمد كامل مرسي.

## أفلامها
- شياطين الليل (1966)
- بنت عنتر 1964
- جمعية قتل الزوجات 1962
- بداية ونهاية 1960
- أهل الهوى 1955
- دلونى يا ناس 1954